# Гаскаров, Алексей Владимирович
Алексе́й Влади́мирович Гаскаров (род. 18 июня 1985,  Жуковский Московская область, РСФСР, СССР) — российский левый общественный деятель, активист антифашистского движения, член Координационного совета оппозиции. Принимал активное участие в защите Химкинского и Цаговского лесов.

## Биография
Алексей Владимирович Гаскаров родился 18 июня 1985 года в городе Жуковский Московской области. Окончил школу № 8 с серебряной медалью.
Работал в институте социологии РАН в отделе, занимающемся изучением социальных движений. Есть ряд публикаций в разных изданиях по темам социальной и экономической политики. Окончил Финансовый университет при Правительстве Российской Федерации по специальности «Математические методы в экономике». Работал руководителем проектов консалтинговой компании ООО «Эксперт Системс».

### Первый арест
3 августа 2010 года активисты Алексей Гаскаров и Максим Солопов были арестованы в рамках расследования Химкинского дела. После их ареста в России и за рубежом проходила кампания за освобождение «химкинских заложников». В частности, в ходе Международных дней единых действий в их поддержку в сентябре 2010 года состоялись 30 акций в 27 городах в двенадцати странах мира.
15 октября 2010 года Московский областной суд отменил решение об аресте Алексея Гаскарова. 24 июня 2011 года он был оправдан Химкинским городским судом. 29 сентября того же года Московский областной суд подтвердил оправдательный приговор. 27 апреля 2012 года Тверской районный суд Москвы обязал Министерство финансов выплатить Гаскарову 50 тысяч рублей за незаконное уголовное преследование, однако эти деньги до адресата так и не дошли.

### Второй арест
28 апреля 2013 года Алексей Гаскаров был задержан как подозреваемый по «Болотному делу». В СКР он был опознан двумя засекреченными свидетелями — водитель спецавтомобиля «бесконтактного определения правонарушения» и инспектор второго спецполка полиции. Гаскарову вменяют часть 2 статьи 212 (участие в массовых беспорядках) и часть 1 статьи 318 УК (применение насилия в отношении представителя власти). Следствие утверждает, что Гаскаров на Болотной площади «руководил группой лиц, принимавших активное участие в массовых беспорядках», а также лично бил полицейского, который задерживал демонстрантов.
После второго ареста Гаскарова прошли акции в его поддержку, в том числе в Москве велопробег 11 мая 2013 года, на котором были задержаны 9 человек, и перекрытие дороги около Следственного комитета 17 мая. В Санкт-Петербурге велопробег в поддержку Алексея Гаскарова и других «узников 6 мая» состоялся 27 мая.
В поддержку Гаскарова выступил известный американский спортсмен, анархист и антифашист Джефф Монсон.
17—23 июня 2013 года во многих городах России прошли Дни единых действий в поддержку Алексея Гаскарова.
18 августа 2014 года Замоскворецкий районный суд города Москвы осудил Алексея Гаскарова на 3,5 года колонии общего режима. Вместе с Алексеем были осуждены ещё три фигуранта «болотного дела»: Илья Гущин, Александр Марголин и Елена Кохтарева. Отбывал наказание в колонии в Новомосковске.
27 октября 2016 года вышел на свободу, полностью отбыв наказание.
В 2020 году Европейский суд по правам человека удовлетворил жалобу Гаскарова на нарушение свободы собраний, отклонив его же жалобу на бесчеловечное или унизительное обращение.